# Пирикительська Алазані
Пірикітельська Алаза́ні (груз. პირიქითი ალაზანი) — гірська річка в історико-географічній області Тушеті на північному сході Грузії. Протікає територією Ахметського муніципалітету Кахетії в північній частині Тушетського національного парку. Ліва притока річки Андійське Койсу.

## Топонімія
Назва річки в верхній течії — Квахідісцкалі (груз. ქვახიდისწყალი) при перекладі з грузинської мови розпадається на три частини: груз. ქვა (ква) — камінь, груз. ხიდის (хідіс) — мосту (тобто іменник «міст» в родовому відмінку) та груз. წყალი (цкалі) — вода, річка.
Довжина річки складає 46 (49) км. Площа басейну 368 км².

## Населені пункти
Біля річки розташовані наступні населенні пункти: Дано, Дартло, Омало, Шенако.